# Nathaniel H. Odell
Nathaniel Holmes Odell (* 10. Oktober 1828 in Greenburgh, New York; † 30. Oktober 1904 in Tarrytown, New York) war ein US-amerikanischer Politiker. Zwischen 1875 und 1877 vertrat er den Bundesstaat New York im US-Repräsentantenhaus.

## Werdegang
Nathaniel Holmes Odell besuchte Privatschulen. Danach war er auf dem North River im Dampfschiffgeschäft tätig. Zwischen 1857 und 1861 saß er in der New York State Assembly. Er gründete die First National Bank in Tarrytown und arbeitete dort von 1862 bis 1864 als Kassierer (cashier). 1866 wurde er zum County Treasurer im Westchester County gewählt und in den Jahren 1869 und 1872 wiedergewählt. Politisch gehörte er der Demokratischen Partei an.
Bei den Kongresswahlen des Jahres 1874 für den 44. Kongress wurde Odell im zwölften Wahlbezirk von New York in das US-Repräsentantenhaus in Washington, D.C. gewählt, wo er am 4. März 1875 die Nachfolge von Charles St. John antrat. Da er auf eine erneute Kandidatur im Jahr 1876 verzichtete, schied er nach dem 3. März 1877 aus dem Kongress aus.
Nach seiner Kongresszeit ging er dem Immobiliengeschäft nach. Zwischen 1887 und 1892 sowie zwischen 1894 und 1898 war er Postmeister in Tarrytown. Er verstarb dort am 30. Oktober 1904 und wurde dann auf dem Sleepy Hollow Cemetery beigesetzt.